# Стрельба из лука на летних Олимпийских играх 2020
Соревнования по стрельбе из лука на летних Олимпийских играх 2020 года проходили с 23 по 31 июля 2021 года. 128 спортсменов разыграли пять комплектов наград (по 2 у мужчин и женщин и 1 в смешанных соревнованиях).

## Медали

### Общий зачёт
| Место | Страна           | Золото | Серебро | Бронза | Всего |
| ----- | ---------------- | ------ | ------- | ------ | ----- |
| 1     | Республика Корея | 4      | 0       | 0      | 4     |
| 2     | Турция           | 1      | 0       | 0      | 1     |
| 3     | ОКР              | 0      | 2       | 0      | 2     |
| 4     | Италия           | 0      | 1       | 1      | 2     |
| 5     | Нидерланды       | 0      | 1       | 0      | 1     |
| 5     | Тайвань          | 0      | 1       | 0      | 1     |
| 7     | Япония           | 0      | 0       | 2      | 2     |
| 8     | Мексика          | 0      | 0       | 1      | 1     |
| 8     | Германия         | 0      | 0       | 1      | 1     |
| Итого | Итого            | 5      | 5       | 5      | 15    |

### Призёры

#### Мужчины
| Дисциплина                | Золото                                                   | Серебро                                           | Бронза                                                |
| Индивидуальное первенство | Мете Газоз Турция                                        | Мауро Несполи Италия                              | Такахару Фурукава Япония                              |
| Командное первенство      | Республика Корея · Ким У Джин · О Джин Хёк · Ким Дже Док | Тайвань · Дэн Юйчэн · Тан Чжицзюнь · Вэй Цзюньхан | Япония · Такахару Фурукава · Юки Кавата · Хироки Муто |

#### Женщины
| Дисциплина                | Золото                                             | Серебро                                                 | Бронза                                                |
| Индивидуальное первенство | Ан Сан Республика Корея                            | Елена Осипова ОКР                                       | Лучилла Боари Италия                                  |
| Командное первенство      | Республика Корея · Ан Сан · Чан Минхи · Кан Чхэ Ён | ОКР · Светлана Гомбоева · Ксения Перова · Елена Осипова | Германия · Мишель Кроппен · Шарлин Шварц · Лиза Унрух |

#### Смешанные
| Дисциплина           | Золото                                  | Серебро                                      | Бронза                                       |
| Командное первенство | Республика Корея · Ким Дже Док · Ан Сан | Нидерланды · Стив Вейлер · Габриэла Схлуссер | Мексика · Алехандра Валенсия · Луис Альварес |

## Место проведения
| Парк Юменосима |
| -------------- |
|                |

## Квалификация
Квоты в командном первенстве будут распределены по итогу чемпионата мира 2019 года. Всего командном первенстве примет участие по 12 команд у мужчин и женщин, по три спортсмена в каждой. Каждый спортсмен будет иметь право принять участие в индивидуальных соревнованиях, таким образом, через командное первенство будут распределены по 36 квот в индивидуальное первенство. Хозяевам Игр, сборной Японии, гарантировано участие в командном первенстве. Оставшиеся квоты в индивидуальных первенствах будут распределены на чемпионате мира, для Европы, Азии и Америки, одна квота будет разыграна в рамках мультиспортивных континентальных турниров. На всех континентах будут проведены квалификационные соревнования. Финальный квалификационный турнир пройдет летом 2020 года, изначально в нём будет разыграна 1 квота, но их может стать больше, если квоты выделенные для других соревнований не будут использованы по каким либо причинам. Ещё по 4 квоты (по 2 в личном первенстве у мужчин и женщин) будут распределены трёхсторонней комиссией.
Для участия в играх, все лучники, в период начиная чемпионатом мира 2019 года и заканчивая финальным квалификационным турниром, должны выполнить минимальный норматив.